# San Lugano

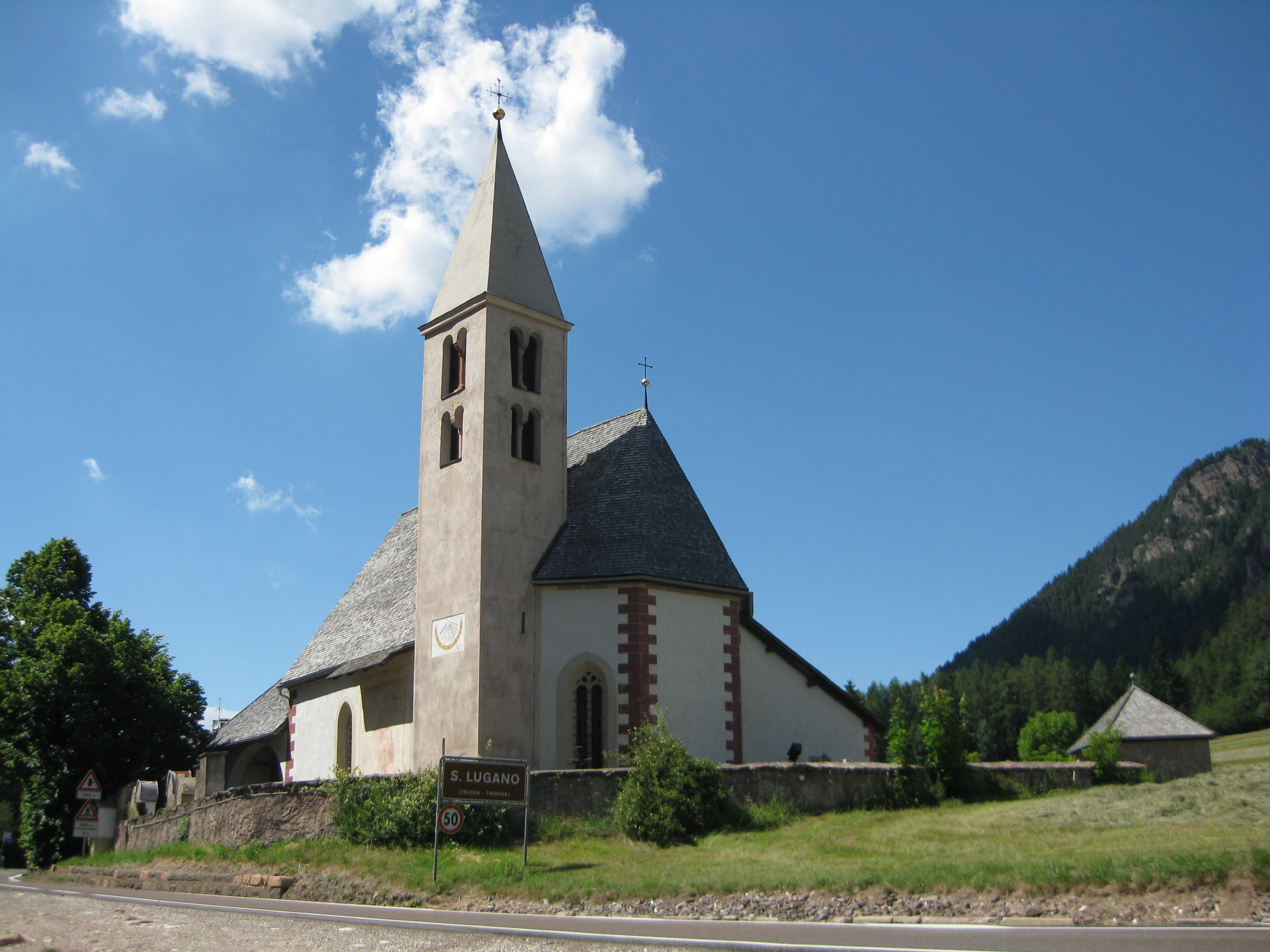
Pfarrkirche von San Lugano

San Lugano (in deutschen Texten gelegentlich St. Lukan genannt) ist ein Dorf in Südtirol (Italien). Die mehrheitlich italienischsprachige Fraktion der Gemeinde Truden befindet sich auf dem San-Lugano-Sattel (1097 m), der einen Übergang zwischen dem Etschtal und dem Fleimstal darstellt, in unmittelbarer Nähe zur Grenze zwischen Südtirol und dem Trentino. Erschlossen ist das Dorf durch die SS 48, bis 1963 bestand hier auch ein Bahnhof der Fleimstalbahn.

## Geschichte
San Lugano (benannt nach dem heiligen Lukan von Säben) ist seit jeher Teil der Talgemeinde Fleims und gehörte früher politisch zu Carano, kirchlich zu Castello. 1913 erhielt das Dorf kurzzeitig den Status einer eigenständigen Gemeinde. 1926 entschied sich die mehrheitlich italienischsprachige Dorfbevölkerung in einer Volksabstimmung gegen einen neuerlichen Anschluss an Carano und für eine Angliederung an die mehrheitlich deutschsprachige Gemeinde Truden, die erfolglos gegen ihre Erweiterung intervenierte. Als 1927 die faschistische Verwaltung die beiden Provinzen Bozen und Trient einrichtete, wurde Truden der Provinz Trient bzw. dem Trentino zugeschlagen. Seit Truden 1948 mit einigen weiteren mehrheitlich deutschsprachigen Gemeinden in die Provinz Bozen eingegliedert wurde, liegt San Lugano in Südtirol.

## Bildung
In San Lugano gibt es eine Grundschule für die italienische Sprachgruppe.